# Afrikaspiele 2023/Armwrestling
Die Armwrestlingwettbewerbe wurden bei den Afrikaspielen 2023 am 15. und 16. März 2024 in Accra auf dem Gelände der Universität von Ghana im Cedi Conference Center ausgetragen. Die Sportart war erstmals bei den Spielen vertreten.

## Bilanz

### Medaillenspiegel
| Platz  | Land                         | Gold | Silber | Bronze | Gesamt |
| ------ | ---------------------------- | ---- | ------ | ------ | ------ |
| 1      | Ägypten                      | 14   | 4      | 1      | 19     |
| 2      | Ghana                        | 8    | 19     | 14     | 41     |
| 3      | Nigeria                      | 4    | 2      | 7      | 13     |
| 4      | Benin                        | 2    | —      | —      | 2      |
| 5      | Südafrika                    | —    | 2      | 1      | 3      |
| 6      | Zentralafrikanische Republik | —    | 1      | 1      | 2      |
| 7      | Togo                         | —    | —      | 3      | 3      |
| 8      | Mauritius                    | —    | —      | 1      | 1      |
| Gesamt | Gesamt                       | 28   | 28     | 28     | 84     |

### Medaillengewinner
Frauen
| Disziplin             | Gold               | Silber            | Bronze            |
| --------------------- | ------------------ | ----------------- | ----------------- |
| Linker Arm bis 55 kg  | Elizabeth Zannu    | Racheal Lankai    | Mabel Yeboah      |
| Linker Arm bis 60 kg  | Blessed Abeka      | Phildaus Bukari   | Eugenia Ntow      |
| Linker Arm bis 65 kg  | Emmanuella Lalaeye | Roselin Lartey    | Kary Quaye        |
| Linker Arm bis 70 kg  | Sarah Matthew      | Rashida Abass     | Ogungure Adebimpe |
| Linker Arm bis 80 kg  | Grace Minta        | Mariam Amuda      | Winifred Eze      |
| Linker Arm +80 kg     | Fatma Rezk         | Mariam Kadri      | Meri Prinsloo     |
| Rechter Arm bis 55 kg | Mabel Yeboah       | Racheal Lankai    | Chika Nnenna      |
| Rechter Arm bis 60 kg | Blessed Abeka      | Eugenia Ntow      | Phildaus Bukari   |
| Rechter Arm bis 65 kg | Emmanuella Lalaeye | Kary Quaye        | Roselin Lartey    |
| Rechter Arm bis 70 kg | Sarah Matthew      | Ogungure Adebimpe | Fayza Abdrabou    |
| Rechter Arm bis 80 kg | Grace Minta        | Winifred Eze      | Perpetual Nunoo   |
| Rechter Arm +80 kg    | Gloria Olubisi     | Fatma Rezk        | Mariam Kadri      |

Männer
| Disziplin              | Gold                | Silber             | Bronze              |
| ---------------------- | ------------------- | ------------------ | ------------------- |
| Linker Arm bis 55 kg   | Imbrahim Omar       | Daniel Acquah      | Sanaa Abdul-Somed   |
| Linker Arm bis 60 kg   | Mohamed Elmeligy    | Henry Otoo         | Abdul Issahak       |
| Linker Arm bis 65 kg   | Ali Kassem          | Isaac Amugi        | Yinusa Abiodun      |
| Linker Arm bis 75 kg   | Godwin Sackey       | Andria Jeha        | Wisdom Abromekyi    |
| Linker Arm bis 85 kg   | Mohames Hassanin    | Mosatafa Hassanin  | Nmeka Ifeanyi       |
| Linker Arm bis 90 kg   | Edward Asamoah      | Patrick Anzoye     | Issah Kunyaa        |
| Linker Arm bis 100 kg  | Mohamed Abdelrahman | Derrick Adu        | Abel Thesee         |
| Linker Arm +100 kg     | Ibrahim Hassanin    | Wilhelm Bronkhorst | Teteh Ocloo         |
| Rechter Arm bis 55 kg  | Imbrahim Omar       | Daniel Acquah      | Sanaa Abdul-Somed   |
| Rechter Arm bis 60 kg  | Mohamed Elmeligy    | Henry Otoo         | Sumaila Mujeeb      |
| Rechter Arm bis 65 kg  | Ali Kassem          | Isaac Amugi        | Yinusa Abiodun      |
| Rechter Arm bis 75 kg  | Andria Jeha         | Wisdom Abromekyi   | Godwin Sackey       |
| Rechter Arm bis 85 kg  | Mosatafa Youssri    | Mohamed Hassanin   | Nmeka Ifeanyi       |
| Rechter Arm bis 90 kg  | Edward Asamoah      | Issah Kunyaa       | Patrick Anzoye      |
| Rechter Arm bis 100 kg | Mohamed Abdelrahman | Derrick Adu        | Wassoumanou N’Bamba |
| Rechter Arm +100 kg    | Mohamed Hassanin    | Wilhelm Bronkhorst | Teteh Ocloo         |